# Александра Дадарио
Александра Анна Дадарио (на английски: Alexandra Daddario) е американска актриса. По-известените ѝ роли са на Анабет Чейс във филмовата поредица за Пърси Джаксън, Блейк Гейнс в Сан Андреас и Съмър Куин в Спасители на плажа.
Участва и във филмите Тексаско клане на 3D и Ергени за седмица и е гост в телевизионни сериали като Престъпления от класа, Винаги е слънчево във Филаделфия, Истински детектив, Ново момиче и Зловеща семейна история: Хотел. През 2021 г. участва в първия сезон на сериала на HBO Белият лотос, за който получава положителни отзиви от критиката и номинация за Еми за изключителна поддържаща женска роля в ограничен или антологичен сериал или филм през 2022 г.

## Биография
Родена е на 16 март 1986 г. в Ню Йорк, най-голямото дете на Кристина, адвокат, и Ричард Дадарио, прокурор и бивш ръководител на отдела за борба с тероризма на полицията в Ню Йорк. Има по-малък брат, Матю, и по-малка сестра, Катарина, които също са актьори. Дядо ѝ по бащина линия е Емилио Дадарио, член на Камарата на представителите на САЩ за Кънектикът в периода от 1959 до 1971 г. Тя има италиански, унгарски, английски, словашки и ирландски корени.
Дадарио е израснала в Манхатън, Горен Ийст Сайд. Учила е в училището Brearley, както и в Професионално детско училище. В интервюта Дадарио споделя, че е решила да бъде актриса на 11-годишна възраст. Посещава колежа „Меримант Манхатън“. От години изучава актьорската техника на Мейснер.

## Кариера
Дадарио дебютира в телевизията на 16-годишна възраст, когато играе тийнейджърката Лори Луис в сапунената опера на ABC „Всички мои деца“. Първата й голяма роля е на Анабет Чейс във фантастичния приключенски филм Пърси Джаксън и боговете на Олимп: Похитителят на мълнии през 2010 г. Получава и епизодичната роля на Кейт Моро, романтичния интерес на героя на Нийл Кафри  в драматичния сериал на „Ю Ес Ей Нетуърк“ Престъпления от класа. През 2011 г. участва в комедийния филм „Ергени за седмица“ и има епизодична роля като Рейчъл в комедийния драматичен сериал на „Ен Би Си“ Parenthood.
През 2012 г. Дадарио участва в музикалния видеоклип към песента на Имаджин Драгънс „Radioactive“, която има над 1 милиард гледания в Ютуб. Появява се като гост в епизод на ситкома на „Еф Екс“ It's Always Sunny in Philadelphia, в който играе Руби Тафт. Първата й главна роля след „Пърси Джаксън“ е в главната роля във филма „Тексаско клане 3Д“ през 2013 г. През август 2013 г. Дадарио отново играе Анабет Чейс в продължението на Пърси Джаксън и Боговете на Олимп: Морето на чудовищата. След това тя се появява в романтичната комедия на ужасите Burying the Ex с Антон Йелчин и Ашли Грийн. Филмът е част от селекцията извън състезателната програма на Филмовия фестивал във Венеция през 2014 г.
През януари 2013 г. играе в първия сезон на антологичния сериал на HBO „Истински детектив“. Появява се в четири епизода като Лиза Трагнети, съдебен репортер, която има извънбрачна връзка с героя на Уди Харелсън. На следващата година получава главната роля на Блейк Гейнс във филм „Сан Андреас“, в който играе редом до Дуейн Джонсън. Също през 2015 г. Дадарио има епизодично участие в пилотния епизод на комедийния сериал „Последният човек на Земята“, създаден от Уил Форте и с участието на Уил Форте.
През 2016 г. получава поддържаща роля в романтичния драматичен филм на Никълъс Спаркс „Изборът“, режисиран от Рос Кац. На следващата година Дадарио играе една от главните роли във филмовата адаптация на „Спасители на плажа“, събирайки се отново с партнора си от „Сан Андреас“ Дуейн Джонсън. Същата година Дадарио играе ролата на Кейт Джефрис в комедията „Промяна в плана“, режисирана от Уилям Мейси. През 2018 г. тя се появява в музикалния клип към песента Wait на „Маруун Файв“ и играе ролята на Ейвъри Мартин в романтичната комедия „Когато се срещнахме за първи път“, в който си партнира със съавтора на филма Адам Девайн. Дадарио има и епизодична роля като водолаз в режисирания от Брад Пейтън филм Rampage, но нейните сцени са изрязани във финалната версия.
През 2018 г. Дадарио играе ролята на Констанс Блекууд в We Have Always lived in the Castle, филмова адаптация на едноименния криминален трилър на Шърли Джаксън. Участва редом с Хенри Кавил и сър Бен Кингсли в психологическия трилър Night Hunter, чиято премиера е на филмовия фестивал в Лос Анджелис на 28 септември 2018 г.
През 2019 г. Дадарио участва и продуцира два филма, романтичната комедия Can You Keep a Secret?, базиран на едноименния роман на Софи Кинсела и трилъра на ужасите We Summon the Darkness, режисиран от Марк Майерс.
През 2020 г. Дадарио озвучава Лоис Лейн в анимационния филм Superman: Man of Tomorrow и участва в игралния филм Lost Girls & Love Hotels. Има участие и в Songbird, първият филм, заснет в Лос Анджелис по време на пандемията от COVID-19.
През 2021 г. Дадарио получава главна роля в сериала на HBO „Белият лотос“ и във филма Die in a Gunfight. Ролята ѝ в „Белият лотос“ получава широко одобрение от критиката и ѝ носи номинация за награда „Еми“ за изключителна поддържаща женска роля в ограничен или антологичен сериал или филм през 2022 г.

## Личен живот
От 2021 г. Александра Дадарио има връзка с продуцента Андрю Форм. На 2 декември 2021 г. двамата обявяват годежа си и се женят през юни 2022 г.

## Филмография

### Филми
| Година  | Заглавие                                                 | Роля             | Бележки                                  |
| ------- | -------------------------------------------------------- | ---------------- | ---------------------------------------- |
| 2005 г. | Калмарът и китът                                         | Хубаво момиче    |                                          |
| 2006 г. | Най-горещият щат                                         | Ким              |                                          |
| 2007 г. | Таванът                                                  | Ава Щраус        |                                          |
| 2007 г. | Детегледачките                                           | Барбара Йейтс    |                                          |
| 2009 г. | Джонас Брадърс: 3D концертът                             | приятелка        |                                          |
| 2010 г. | Пърси Джаксън и боговете на Олимп: Похитителят на мълнии | Анабет Чейс      |                                          |
| 2010 г. | Скръб                                                    | Алисън Милър     |                                          |
| 2011 г  | Ергени за седмица                                        | Пейдж            |                                          |
| 2013 г. | Пърси Джаксън и боговете на Олимп: Морето на чудовищата  | Анабет Чейс      |                                          |
| 2013 г. | Тексаско клане 3Д                                        | Хедър Милър      |                                          |
| 2014 г. | Burying the Ex                                           | Оливия           |                                          |
| 2015 г. | Сан Андреас                                              | Блейк Гейнс      |                                          |
| 2016 г. | Baked in Brooklyn                                        | Кейт Уинстън     |                                          |
| 2016 г. | The Choice                                               | Моника           |                                          |
| 2017 г. | Спасители на плажа                                       | Съмър Куин       |                                          |
| 2017 г. | Къщата                                                   | Корсика          | Само изтрита сцена                       |
| 2017 г. | Престой                                                  | Кейт Джефрис     |                                          |
| 2018 г. | Night Hunter                                             | Рейчъл Чейс      |                                          |
| 2018 г. | Rampage                                                  | Гмуркач          | Само изтрита сцена                       |
| 2018 г. | We Have Always Lived in the Castle                       | Констанс Блекууд |                                          |
| 2018 г. | When We First Met                                        | Ейвъри Мартин    | Разпространен директно чрез стрийминг    |
| 2019 г. | Can You Keep a Secret?                                   | Ема Кориган      | Също и изпълнителен продуцент            |
| 2019 г. | Lost Transmissions                                       | Дана Лий         |                                          |
| 2019 г. | We Summon the Darkness                                   | Алексис Бътлър   | Също и продуцент                         |
| 2020 г. | Lost Girls & Love Hotels                                 | Маргарет         | Заснет през 2017 г.                      |
| 2020 г. | 1 Night in San Diego                                     | Келси            |                                          |
| 2020 г. | Songbird                                                 | Мей              | Разпространен директно към видео         |
| 2020 г. | Superman: Man of Tomorrow                                | Лоис Лейн        | Озвучаваща роля; филм директно към видео |
| 2021 г. | Die in a Gunfight                                        | Мери Раткарт     |                                          |
| 2022 г. | Wildflower                                               | Джой             | Постпродукция                            |

### Телевизионни сериали
| Година       | Заглавие                          | Роля                    | Бележки                                       |
| ------------ | --------------------------------- | ----------------------- | --------------------------------------------- |
| 2002–2003 г. | Всички мои деца                   | Лори Луис               | Повтаряща се роля; 43 епизода                 |
| 2004 г.      | Закон и ред                       | Фелисия                 | Епизод: Enemy                                 |
| 2005 г.      | Закон и ред: Престъпни намерения  | Сузи Армстронг          | Епизод: In the Wee Small Hours (Part 1)       |
| 2006 г.      | Conviction                        | Ванеса                  | Епизод: Пилотен                               |
| 2006 г.      | Закон и ред                       | Саманта Бересфорд       | Епизод: Release                               |
| 2006 г.      | Семейство Сопрано                 | Друга жена              | Епизод: Johnny Cakes                          |
| 2009 г.      | Щети                              | Лили Арсено             | Епизод: I Lied, Too                           |
| 2009 г.      | Закон и ред: Престъпни намерения  | Лиза Уелсли             | Епизод: Salome in Manhattan                   |
| 2009 г.      | Паднал от Марс                    | Емили Уайът             | Епизод: Let All the Children Boogie           |
| 2009 г.      | Nurse Jackie                      | Млада жена              | Епизод: Пилотен                               |
| 2009–2011 г. | Престъпления от класа             | Кейт Моро               | Повтаряща се роля (сезони 1–2)                |
| 2011–2012 г. | Parenthood                        | Рейчъл                  | Повтаряща се роля (сезон 3)                   |
| 2012 г.      | It's Always Sunny in Philadelphia | Руби Тафт               | Епизод: Charlie and Dee Find Love             |
| 2014 г.      | Married                           | Сервитьорката Ела       | Епизод: Пилотен                               |
| 2014 г.      | New Girl                          | Мишел                   | 2 епизода                                     |
| 2014 г.      | Истински детектив                 | Лиза Трагнети           | 4 епизода                                     |
| 2015 г.      | Зловеща семейна история: Хотел    | Натача Рамбова          | 3 епизода                                     |
| 2015 г.      | The Last Man on Earth             | Виктория                | Епизод: Alive in Tuscon                       |
| 2016 г.      | Robot Chicken                     | Тереза Джонсън / Лена   | Озвучаващи роли; епизод: Joel Hurwitz Returns |
| 2016 г.      | Workaholics                       | Дона                    | Епизод: Save the Cat                          |
| 2019 г.      | Why Women Kill                    | Джейд / Айрийн Табачник | Главна роля (сезон 1)                         |
| 2021 г.      | The Girlfriend Experience         | Тауни                   | Повтаряща се роля (сезон 3)                   |
| 2021 г.      | Белият лотос                      | Рейчъл Патън            | Главна роля (сезон 1)                         |
| 2022 г.      | Mayfair Witches                   | Роуън Мейфеър           | Главна роля                                   |

### Уеб
| Година       | Заглавие                        | Роля         | Бележки                                                                     |
| ------------ | ------------------------------- | ------------ | --------------------------------------------------------------------------- |
| 2009–2010 г. | Odd Jobs                        | Каси Стетнър | 3 епизода                                                                   |
| 2017 г.      | Do You Want to See a Dead Body? | себе си      | Епизод: A Body and a Plane                                                  |
| 2017 г.      | Logan Paul: Summer Saga         | себе си      | 2 епизода                                                                   |
| 2018 г.      | After Hours with Josh Horowitz  | себе си      | Епизод: Ever Wanted to Date Alexandra Daddario? This Might Change Your Mind |

### Музикални видеоклипове
| Година  | Заглавие               | изпълнител(и)   | Роля            |
| ------- | ---------------------- | --------------- | --------------- |
| 2009 г. | Love Is on Its Way     | Джонас Брадърс  | приятелка       |
| 2012 г. | Radioactive            | Имаджин Драгънс | шофьор          |
| 2017 г. | Judy French            | White Reaper    |                 |
| 2018 г. | Wait                   | Маруун Файв     | Бивша приятелка |
| 2019 г. | Whenever You're Around | Bootstraps      | Млада жена      |

### Видео игри
| Година  | Заглавие                | Роля                    | Бележки         |
| ------- | ----------------------- | ----------------------- | --------------- |
| 2015 г. | Battlefield Hardline    | Дюн Алперт              | Глас и движение |
| 2016 г. | Marvel Avengers Academy | Джанет ван Дайн / Осата | Глас            |

## Награди и номинации
| Година  | Участие в    | Категория                                                                                     | Резултат |
| ------- | ------------ | --------------------------------------------------------------------------------------------- | -------- |
| 2022 г. | Белият лотос | Награда „Еми“ за най-добра поддържаща женска роля в лимитиран или антологичен сериал или филм | [ 29 ]   |